# Ohnenheim
Ohnenheim är en kommun i departementet Bas-Rhin i regionen Grand Est (tidigare regionen Alsace) i nordöstra Frankrike. Kommunen ligger i kantonen Marckolsheim som tillhör arrondissementet Sélestat-Erstein. År 2022 hade Ohnenheim 1 155 invånare.
Ohnenheim är känt för en av tyska soldater under fältbefästningsarbeten 1917 påträffad grav från Latènekulturen. Bland fynden påträffades resterna av en bronsbeslagen fyrhjulig vagn tack vare sin likhet med Dejbjergvagnarna har den kunnat rekonstrueras.

## Befolkningsutveckling
Antalet invånare i kommunen Ohnenheim
| Referens: INSEE |